# Максимов, Виктор Владимирович
Виктор Владимирович Максимов (укр. Віктор Володимирович Максимов; род. 28 апреля 1951, Крымская область) — советский и украинский военачальник, адмирал. Командующий Военно-морскими силами Украины (2010—2012).

## Биография
Родился в 1951 году в Крымской области РСФСР.
В 1969 году окончил Калининское суворовское военное училище. В 1974 году — Черноморское высшее военно-морское ордена Красной Звезды училище имени П. С. Нахимова.
Офицерскую службу начал на Балтийском флоте, где прошёл все командные должности от командира боевой части ракетного катера до начальника штаба дивизиона малых ракетных кораблей. С 1974 по 1979 год проходил службу на территории Польской Народной Республики.
В 1985 году окончил Военно-морскую академию в Ленинграде.
С 1985 по 1997 год службу проходил на Черноморском флоте ВМФ СССР. Командовал дивизионом десантных кораблей, занимал должности начальника штаба бригады дивизии морских десантных сил, начальника штаба Крымской военно-морской базы, возглавлял отдел разнородных сил управления боевой подготовки Черноморского флота.
В Военно-Морских Силах ВС Украины с 1997 года.

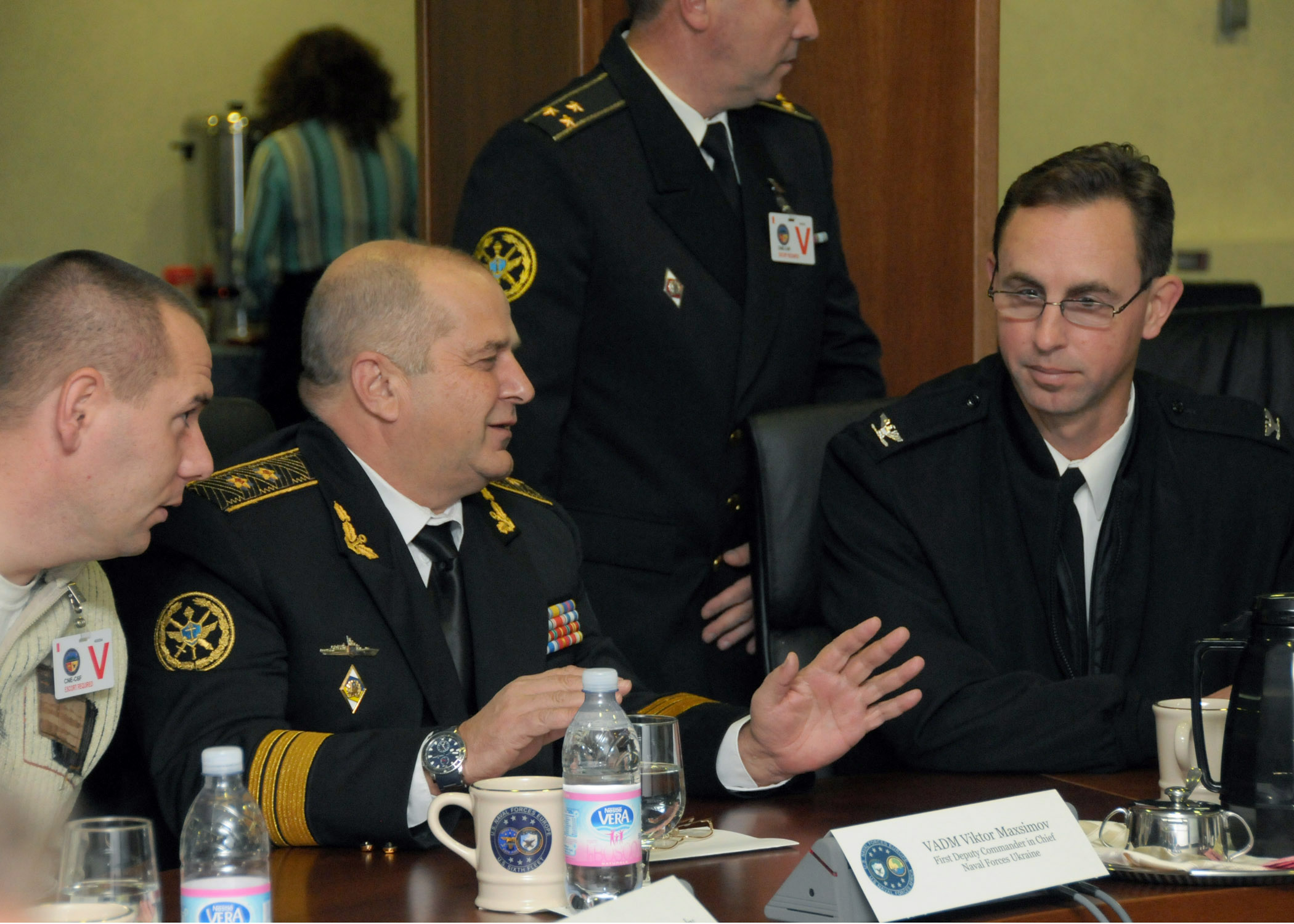
С офицерами НАТО в Неаполе, 2009 год

С 1997 по 2003 год — заместитель командующего Военно-Морских Сил Украины (Главнокомандующего ВМС Украины) по боевой подготовке — начальник управления боевой подготовки.
В 2003—2004 годах проходил службу на должности заместителя командующего Военно-Морских Сил Украины по вооружению и судоремонту — начальника управления.
С 2004 года занимал должность первого заместителя командующего ВМС ВСУ Тенюха Игоря Иосифовича.
Указом Президента Украины от 17 марта 2010 года вице-адмирал Максимов Виктор Владимирович назначен на должность командующего Военно-Морскими Силами Вооружённых Сил Украины.
20 августа 2010 года командующему ВМСУ вице-адмиралу Максимову В. В. присвоено воинское звание адмирала.
27 июня 2012 года уволен с должности командующего ВМСУ и с воинской службы в запас по состоянию здоровья с правом ношения военной формы одежды.
Женат. Есть сын.

## Награды

### СССР
- За мужество и отвагу, проявленные во время выполнения особого задания в условиях, связанных с риском для жизни, награждён орденом «За личное мужество».
- Орден «За службу Родине в Вооружённых Силах СССР» ІІІ ст.
- Юбилейная медаль «60 лет Вооружённых Сил СССР»
- Юбилейная медаль «70 лет Вооружённых Сил СССР»
- Медаль «За безупречную службу» 1-й, 2-й, 3-й степени

### Украина
- Орден «За заслуги» III ст. (28 апреля 2011) — за весомый личный вклад в укрепление обороноспособности Украинского государства, образцовое исполнение воинского долга, многолетний добросовестный труд и высокий профессионализм[5]
- Орден Данилы Галицкого (3 декабря 2008) — за весомый личный вклад в укрепление обороноспособности и безопасности Украины, образцовое исполнение воинского долга, высокий профессионализм и в честь 17-й годовщины Вооружённых Сил Украины[6]
- Именное огнестрельное оружие
- Медали и знаки отличия Министерства обороны Украины

### ПНР
- орден «Поморский Гриф»
- медаль «На страже мира»